# Église Saint-Pierre-et-Saint-Paul de Chenaud
Pour les articles homonymes, voir Église Saint-Pierre-ès-Liens.
L'église Saint-Pierre-et-Saint-Paul est une église catholique française située à Chenaud, dans le département de la Dordogne, en région Nouvelle-Aquitaine.

## Localisation
L'église Saint-Pierre-et-Saint-Paul est située dans le département français de la Dordogne, en Périgord central, rue de l'église à Chenaud, commune de Parcoul-Chenaud près de la Dronne.

## Historique
L'église de Chenaud est celle d'un prieuré donné à l'abbaye Saint-Étienne de Baignes entre 1083 et 1098. En 1100, Hélie Odon, Pierre, Géraud et Odon donnent à l'église de Chenaud leur terre de Chassaigne le jour de la consécration de l'église de Chassaigne. L'évêque de Périgueux Raynaud ou Renaud de Thiviers s'est rendu à Chenaud pour consacrer l'église à saint Pierre.
Le chœur a dû être reconstruit vers le milieu du XIIe siècle. La nef est voûtée.
Une chaire est ajoutée en 1615 à l'angle sud-ouest de l'avant-chœur. D'après Jean Secret des chapelles s'ouvrant sur l'avant-chœur existaient au XVIIe siècle. Dans la visite canonique de 1688, il est noté que l'église a deux chapelles en forme de croix. La nef est sans lambris, ni vitres et mal pavée. La voûte a été remplacée par un lambris au XIXe siècle.
L'église est remaniée en 1897. La nef qui était lambrissée et revoûtée. Le transept n'a pas été agrandi comme prévu sur le plan de l'architecte Téxier. La façade est reconstruite.

## Protection
Le chœur et la chaire sont inscrits au titre des monuments historiques depuis le 5 janvier 1948,.

## Architecture
L'église est à vaisseau unique. Elle comprend une courte nef de trois travées, un avant-chœur un peu plus étroit, un chœur se terminant par une abside demi-circulaire. La voûte de la nef a été refaite à la fin du XIXe siècle. L'avant-chœur est voûté d'une coupole sur pendentifs. Le clocher est au-dessus de la coupole. La travée du chœur est voûté d'un berceau et l'abside d'un cul-de-four. L'ensemble du chœur est élégi par nef arcs en plein cintre qui retombent sur des colonnettes dont les chapiteaux ont des tailloirs à têtes-de-clou ainsi que les archivoltes encadrant les arcs.
À l'extérieur, l'chœur et l'abside sont décorés, entre les contreforts plats, par des arcs en plein cintre décorés de pointes de diamant. Les baies sont, elles aussi, décorées de têtes-de-clou, festons et dents de scie.

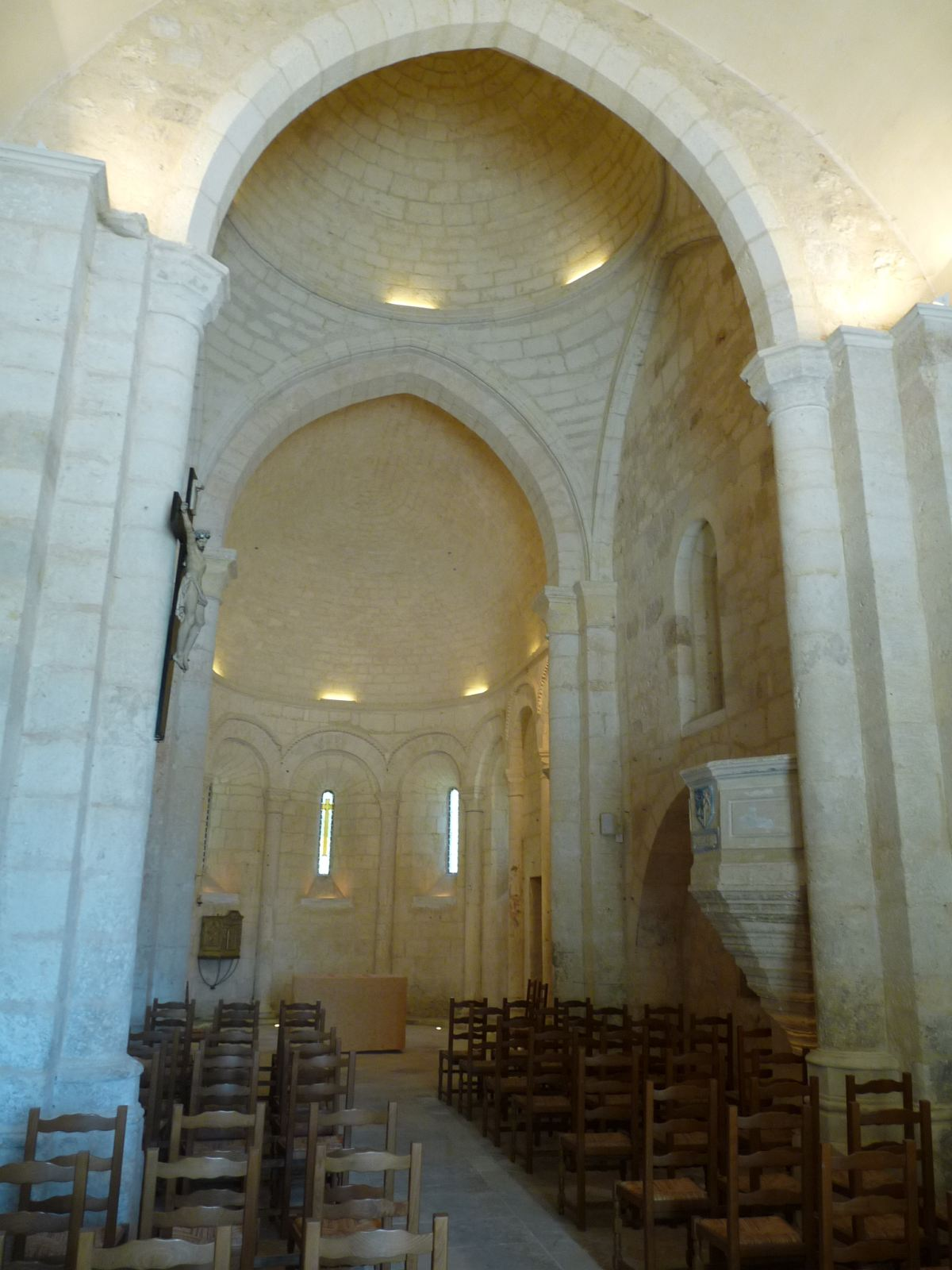
La coupole de la croisée et le chœur.
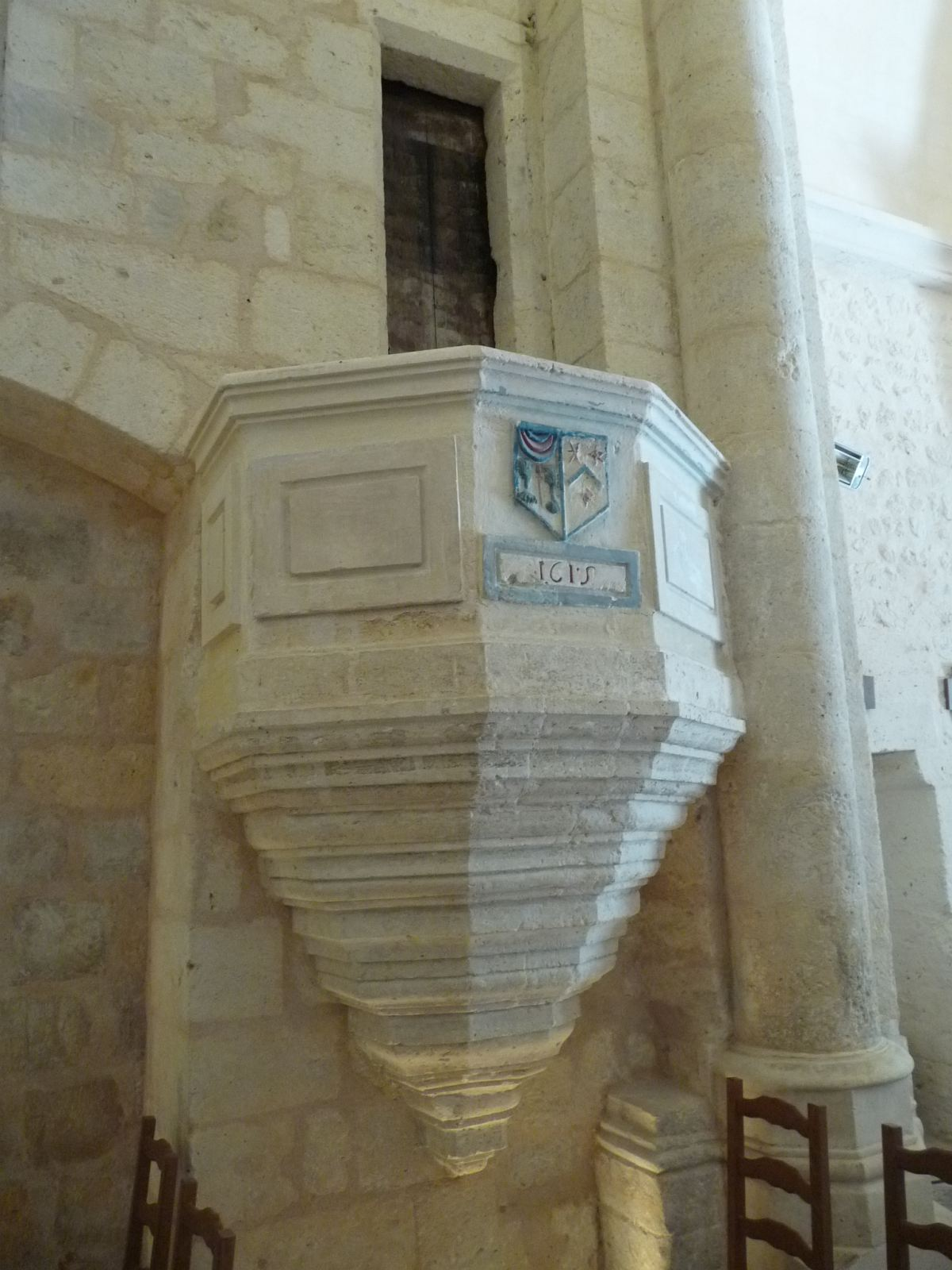
La chaire de 1615.

## Mobilier
Au cours d'un visite faite par Pierre Pommarède dans l'église en 1998, deux tableaux ont été trouvés représentant saint Côme et saint Damien tenant des pots de pharmacie